# بازداشتگاه استوارت
بازداشتگاه استوارت (انگلیسی: Stewart Detention Center) یک زندان خصوصی است که توسط کورسیویک تحت قرارداد با اعمال مهاجرت و گمرک ایالات متحده آمریکا اداره می‌شود و در درجه اول برای اسکان بازداشت‌شدگان مهاجر استفاده می‌شود. این مرکز در لامپکین، شهرستان استوارت (جورجیا) قرار دارد و ظرفیت رسمی ۱۷۵۲ زندانی را دارد.
در سال ۲۰۱۱، استوارت به عنوان بزرگترین و شلوغ‌ترین مرکز از این نوع در ایالات متحده رتبه‌بندی شد. سهم درآمد شهرستان استوارت از دولت فدرال، ۸۵ سنت برای هر زندانی در روز، بیش از نیمی از کل بودجه سالانه این شهرستان را تشکیل می‌داد.
استوارت در سال ۲۰۱۲ توسط شبکه نظارت بر بازداشتگاه‌ها به عنوان یکی از ده مرکز ICE که برای تعطیلی هدف قرار گرفته بودند، نامگذاری شد و به مرگ زندانی روبرتو مدینا-مارتینز در مارس ۲۰۰۹ که ظاهراً ناشی از سهل‌انگاری پزشکی بود، در میان بسیاری از مسائل جدی دیگر اشاره کرد. استوارت همچنین در سال ۲۰۱۲ توسط ACLU جورجیا به عنوان یکی از چهار بازداشتگاه ICE شناسایی شد که نشان می‌دهد «ICE به طور مداوم نشان داده است که قادر به محافظت از حقوق اولیه بشر مهاجران تحت مراقبت خود نیست.» (سه بازداشتگاه دیگر عبارت بودند از بازداشتگاه شمال جورجیا، بازداشتگاه شهرستان ایروین و بازداشتگاه شهر آتلانتا.)